# Trudoliubivka, Ciutove
Trudoliubivka (în ucraineană Трудолюбівка) este un sat în comuna Skîbivka din raionul Ciutove, regiunea Poltava, Ucraina.

## Demografie
Componența lingvistică a localității Trudoliubivka
     Ucraineană (84,85%)
     Română (15,15%)
Conform recensământului din 2001, majoritatea populației localității Trudoliubivka era vorbitoare de ucraineană (84,85%), existând în minoritate și vorbitori de română (15,15%).